# Transvena
Transvena is een geslacht in de taxonomische indeling van de Acanthocephala (haakwormen). De worm wordt meestal 1 tot 2 cm lang. Ze komen algemeen voor in het maag-darmstelsel van ongewervelden, vissen, amfibieën, vogels en zoogdieren. De wetenschappelijke naam van het geslacht werd voor het eerst geldig gepubliceerd in 2001 door Pichelin & Cribb.

## Soorten
- Transvena annulospinosa Pichelin & Cribb, 2001